# Borki Dominikańskie
Borki Dominikańskie (ukr. Бірки Домініканські) – zniesiona wieś, obecnie północna część wsi Borki na Ukrainie w rejonie jaworowskim należącym do obwodu lwowskiego.

## Historia
Borki Dominikańskie to wieś stanowiąca w XIX wieku gminę jednostkową w Bezirk Janów (201 mieszkańców w 1854 roku), od 1867 w powiecie gródeckim, a od 1881 w powiecie lwowskim. W II RP Borki Dominikańskie stanowiły gminę w powiecie lwowskim w województwie lwowskim. Od 1934 gromada w zbiorowej gminie Brzuchowice. Po wojnie w ZSRR, gdzie zostały włączone do Borków Janowskich, a których nazwę zmieniono na Borki.